# Selección de fútbol de Menorca
La Selección de fútbol de Menorca es el equipo representativo de Menorca en las competiciones de fútbol. Menorca no está afiliada a la FIFA o la UEFA, ya que está representado internacionalmente por la Selección Española de Fútbol. El equipo participa del torneo de fútbol de los Juegos de las Islas.
Su mejor logro fue el tercer lugar conquistado en la edición de 2015.

## Partidos internacionales
| Competición                 | Fecha               | Sede          | Oponente            | Marcador       | Posición |
| --------------------------- | ------------------- | ------------- | ------------------- | -------------- | -------- |
| Juegos de las Islas de 2007 | 30 de junio de 2007 | Rodas         | Jersey              | 0–1            | 9.º      |
| Juegos de las Islas de 2007 | 2 de julio de 2007  | Rodas         | Gibraltar           | 1–2            | 9.º      |
| Juegos de las Islas de 2007 | 4 de julio de 2007  | Rodas         | Anglesey            | 6–1            | 9.º      |
| Juegos de las Islas de 2007 | 5 de julio de 2007  | Rodas         | Saaremaa            | 4–1            | 9.º      |
| Juegos de las Islas de 2009 | 28 de junio de 2009 | Åland         | Shetland            | 2–2            | 7.º      |
| Juegos de las Islas de 2009 | 29 de junio de 2009 | Åland         | Groenlandia         | 6–0            | 7.º      |
| Juegos de las Islas de 2009 | 30 de junio de 2009 | Åland         | Åland               | 1–1            | 7.º      |
| Juegos de las Islas de 2009 | 3 de julio de 2009  | Åland         | Hébridas Exteriores | 4–1            | 7.º      |
| Juegos de las Islas de 2011 | 26 de junio de 2011 | Isla de Wight | Jersey              | 0–2            | 7.º      |
| Juegos de las Islas de 2011 | 27 de junio de 2011 | Isla de Wight | Groenlandia         | 3–2            | 7.º      |
| Juegos de las Islas de 2011 | 30 de junio de 2011 | Isla de Wight | Isla de Man         | 2–2            | 7.º      |
| Juegos de las Islas de 2015 | 28 de junio de 2015 | Jersey        | Groenlandia         | 2–2            | 3.º      |
| Juegos de las Islas de 2015 | 29 de junio de 2015 | Jersey        | Saaremaa            | 3–0            | 3.º      |
| Juegos de las Islas de 2015 | 30 de junio de 2015 | Jersey        | Åland               | 3–1            | 3.º      |
| Juegos de las Islas de 2015 | 2 de julio de 2015  | Jersey        | Guernsey            | 1–2            | 3.º      |
| Juegos de las Islas de 2015 | 3 de julio de 2015  | Jersey        | Shetland            | 1–0            | 3.º      |
| Juegos de las Islas de 2017 | 25 de junio de 2017 | Gotland       | Islas Orcadas       | 1-0            | 4.º      |
| Juegos de las Islas de 2017 | 26 de junio de 2017 | Gotland       | Jersey              | 3–3            | 4.º      |
| Juegos de las Islas de 2017 | 27 de junio de 2017 | Gotland       | Alderney            | 6-0            | 4.º      |
| Juegos de las Islas de 2017 | 29 de junio de 2017 | Gotland       | Groenlandia         | 1-1 (1-3 pen.) | 4.º      |
| Juegos de las Islas de 2017 | 30 de junio de 2017 | Gotland       | Guernsey            | 0-1            | 4.º      |